# رسالة زينوفايف

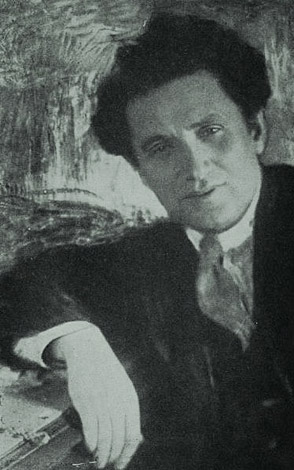

رسالة زينوفايف هي وثيقة مزورة نشرتها صحيفة ديلي ميل البريطانية قبل أربعة أيام من الانتخابات العامة في أكتوبر 1924. يُقال إنَّ الرسالة كانت موجهة من جريجوري زينوفايف رئيس منظمة الشيوعية الدولية في موسكو، إلى حزب بريطانيا الشيوعي يأمره بالقيام بأنشطة تثير الفتنة. وقال إنَّ استئناف العلاقات الدبلوماسية (من قبل حكومة عمالية) سيزيد تطرف الطبقة العاملة البريطانية. سادت فكرة في العديد من الأوساط عن أن هذا التطور كان سيشكل تدخلًا كبيرًا في السياسة البريطانية، ولذلك أخافت بعض الناخبين البريطانيين وحولتهم ضد حزب العمال. بدت الرسالة حقيقية للبعض في ذلك الوقت لكن يؤكد المؤرخون الآن أنها كانت مزورة. ساعدت الرسالة حزب المحافظين من خلال تسريع انهيار أصوات الحزب الليبرالي. كان الإجماع هو أن نشر الوثيقة المزورة كان تكتيكًا بدوافع سياسية.

## التاريخ

### خلفية تاريخية
شكل حزب العمل الاشتراكي حكومة لأول مرة في 22 يناير عام 1924. كانت حكومة أقلية وكانت عرضة للسقوط إذا اجتمع المحافظون والليبراليون ضدها. في السياسة الخارجية: اعترفت الحكومة بالاتحاد السوفيتي في فبراير 1924 واقترحت إقراضه المال. عانت حكومة العمال في 8 أكتوبر 1924 بقيادة رامزي ماكدونالد من هزيمة في مجلس العموم بناء على اقتراح بسحب الثقة، أجبر ذلك ماكدونالد على الذهاب إلى الملك جورج الخامس سعيًا لحل البرلمان وإجراء انتخابات جديدة. كان السبب المباشر وراء الهزيمة البرلمانية هو قرار الحكومة بوقف مقاضاة الناشط الشيوعي جون روس كامبل بموجب قانون التحريض على التمرد 1797، بسبب نشره رسالة في مجلة العمال الأسبوعية تدعو الجنود «لأخذ العلم بأنه ليس في الحرب الطبقية ولا في الحرب العسكرية سيوجه الجندي بندقيته نحو زملائه». كان من المقرر إجراء انتخابات عامة في 29 أكتوبر. 

### الرسالة
نشرت في صحيفة ديلي ميل رسالة قبل نهاية الحملة الانتخابية القصيرة تزعم أنها نُقلت عن جريجوري زينوفايف رئيس اللجنة التنفيذية للأمم الشيوعية وأمين اللجنة أوتو فيلي كوسينن وآرثر ماكمانوس ممثل بريطانيا في مؤتمر اللجنة التنفيذية، وكانت الرسالة موجهة إلى اللجنة المركزية للحزب الشيوعي لبريطانيا العظمى.

أحد الأجزاء السيئة من هذه الرسالة هو:
«سيساعد حل العلاقات بين البلدين في إحداث ثورة في طبقة العمال الدولية والبريطانية لا تقل أهمية عن ثورة ناجحة في أي من المناطق العاملة في إنجلترا، إذ إنَّ إقامة اتصال وثيق بين طبقتي العمال البريطانية والروسية وتبادل الوفود والعمال ستمكننا من توسيع وتطوير الدعاية لأفكار لينين في إنجلترا». 

### النشر
نشرت الوثيقة في صحيفة ديلي ميل قبل أربعة أيام من الانتخابات. ظهرت الرسالة في وقت حساس من تاريخ العلاقات بين بريطانيا والاتحاد السوفيتي بسبب رفض المحافظين التصديق البرلماني على اتفاقية التجارة الإنجليزية السوفيتية في 8 أغسطس.
سبب نشر الرسالة إحراجًا شديدًا لرئيس الوزراء ماكدونالد وحزبه العمالي. على الرغم من أن حزبه واجه احتمال خسارة المنصب لكن ماكدونالد لم يفقد الأمل في الحملة. تحطمت أي فرصة للانتصار بعد نشر الرسالة إذ سيطر شبح الثورة الداخلية وعدم وعي الحكومة للخطر على الرأي العام. باءت محاولات ماكدونالد للتشكيك في صحة الرسالة بالفشل، إذ انتشر قبول الوثيقة على نطاق واسع بين المسؤولين الحكوميين.

### نتيجة الانتخابات
فاز المحافظون فوزًا حاسمًا في انتخابات أكتوبر 1924، وانتهت أول حكومة عمالية في البلاد. حققت لجنة مجلس الوزراء في الرسالة واستنتجت أنها حقيقية بعد أنَّ شكل المحافظون حكومة مع ستانلي بلدوين كرئيس للوزراء. لم تقم حكومة المحافظين بأي تحقيق آخر على الرغم من الادعاءات المستمرة بتزوير الرسالة. ألغت الحكومة الاتفاقية التجارية غير المقيدة مع الاتحاد السوفيتي في 21 نوفمبر 1924. ذكر المكتب الخامس للمخابرات في ذلك الوقت أنَّ الرسالة كانت مزورة. لم يبلغ المكتب الخامس الحكومة التي كانت لا تزال تعتقد أنها حقيقية لحماية سمعتها. 

### إنكار زينوفايف
نفت اللجنة التنفيذية للأمم الشيوعية والحكومة السوفيتية بشدة صحة الوثيقة. أصدر جريجوري زينوفايف تصريحًا في 27 أكتوبر 1924 (قبل يومين من الانتخابات) أنكر فيه الرسالة ونُشر في عدد ديسمبر 1924 من المجلة الشيوعية. أعلن زينوفايف بعد سقوط حكومة ماكدونالد بوقت طويل: 
«كانت رسالة 15 سبتمبر 1924 والتي نُسبت لي مزورة من بدايتها إلى نهايتها. لنبدأ بالعنوان. المنظمة التي أشغل منصب رئيسها لا تصف نفسها رسميًا أبدًا بأنها (اللجنة التنفيذية للأمم الشيوعية الثالثة) بل اسمها الرسمي هو (اللجنة التنفيذية للأمم الشيوعية). تكرر الخطأ في التوقيع (رئيس هيئة الرئاسة). أثبت المزور أنه غبي جدًا في اختيار التاريخ. كنت في الخامس عشر من سبتمبر عام 1924 أقضي إجازة في كيسلوفودسك، وبالتالي لم يكن بإمكاني التوقيع على أي رسالة رسمية. ليس من الصعب أن نفهم سبب استخدام بعض قادة الكتلة الليبرالية -المحافظة أساليب مثل تزوير الوثائق. يبدو أنهم اعتقدوا بجدية أنهم سيكونون قادرين في اللحظة الأخيرة قبل الانتخابات على إرباك صفوف الناخبين الذين تعاطفوا بصدق مع المعاهدة بين إنجلترا والاتحاد السوفيتي». 

### التأثير
يتفق المؤرخون الآن على أن الرسالة لم تؤثر بشكل كبير على تصويت حزب العمال. بل ساعدت المحافظين من خلال انهيار التصويت الليبرالي. ادعى السياسي المحافظ روبرت رودس جيمس أنَّ الرسالة زودت حزب العمل «بعذر رائع للفشل والهزيمة. ومكنتهم من تجاهل أوجه القصور التي كُشف عنها في الحكومة خلال وجودها لفترة وجيزة». 
لم تكن نتيجة الانتخابات سيئة جدًا على حزب العمال. ربح المحافظون 155 مقعدًا إضافيًا وشغلوا ما مجموعه 413 عضوًا في البرلمان. خسر العمال 40 مقعدًا وبقي لديهم 151. خسر الليبراليون 118 مقعدًا وبقي لديهم 40 مقعدًا فقط، وانخفض عدد أصواتهم بأكثر من مليون. كانت النتيجة الحقيقية للانتخابات هي تحول الليبراليين لحزب ثانوي.

## الدراسات الحالية
يعود تاريخ الدراسات المعاصرة لرسالة زينوفايف إلى عام 1967، والتي نشرها ثلاثة صحفيين بريطانيين يعملون في صحيفة سانداي تايمز. أكد الصحفيون لويس شيستر وستيفن فاي وهوغو يونغ أن عضوين من منظمة ملكية روسية تسمى جماعة إخوان القديس جورج ألّفوا الوثيقة في برلين. زودت إيرينا بيليغارد، وهي أرملة أليكسيس بيليغارد أحد الرجلين اللذين اتُّهما بتأليف الوثيقة، الصحفيين بشهادة مباشرة بأنها رأت التزوير أثناء القيام به. وقالت إن زوجها صاغ الرسالة بعد أن أخبره زميله المهاجر ألكسندر جومانسكي أن طلب تزوير الرسالة جاء من شخص في لندن. حكمت محكمة سوفيتية فيما بعد على جورمانسكي وبيليغارد بالإعدام غيابيًا. أجبر بيليغارد على العمل خلال الحرب العالمية الثانية في القسم الروسي من المخابرات العسكرية الألمانية في برلين، توجد أدلة على أنه كان عميلًا بريطانيًا مزدوجًا فعالًا. ما أثار احتمال امتلاكه روابط مع المخابرات البريطانية وتورطه في تزوير رسالة زينوفايف. 
ويقال إنَّ المؤلفين قد درسوا وثائق وتوقيعات الشيوعيين على نطاق واسع قبل تزوير الوثيقة في محاولة لتقويض علاقات النظام السوفيتي مع المملكة المتحدة.